# Euphyia prionota
Euphyia prionota là một loài bướm đêm trong họ Geometridae.